# Phaethontidae
Tropske ptice su familija, Phaethontidae, tropskih pelagijalnih morskih ptica. One su jedini preživeli predstavnik reda Phaethontiformes. One su tokom dugog niza godina smatrane delom Pelecaniformes, ali na bazi genetičkog testiranja utvrđeno da su one najbliže srodne sa Eurypygiformes. Postoje tri vrste u jednom rodu, Phaethon. Naučna imena su izvedena iz antičke grčke reči phaethon, „sunce”. One imaju predominantno belo perje sa izduženim repnim perima i malim slabim nogama i stopalima.

## Taksonomija, sistematika i evolucija
Rod Phaethon uveo je 1758. švedski prirodnjak Karl Line 1758. godine u desetom izdanju svog Systema Naturae. Ime je od starogrčkog phaethōn što znači „sunce“. Tipska vrsta je označena kao crvenokljuna tropska ptica (Phaethon aethereus) od strane Džordža Roberta Greja 1840. godine.
Tropske ptice su tradicionalno bile grupisane u red Pelecaniformes, koji je sadržao pelikane, kormorane, аnhinge, ganete i blune i ptice fregate; u taksonomiji Sibli–Olkvista, Pelecaniformes su ujedinjene sa drugim grupama u veliku grupaciju „Ciconiiformes“. Nedavno je otkriveno da je ova grupacija masovno parafiletska (nedostaju bliži rođaci njenih udaljenih srodnih grupa) i da se ponovo podelila.
Mikroskopskom analizom strukture ljuske jaja koju je sproveo Konstantin Mihajlov 1995. godine utvrđeno je da ljuskama jaja tropskih ptica nedostaje pokrovni sloj od debelog mikroglobularnog materijala koji imaju drugi pripadnici reda Pelecaniformes. Publikacija Jarvis, et al iz 2014. godine sa naslovom „Analiza celog genoma rešava rane grane na stablu života savremenih ptica”, navodi da su tropske ptice najsrodnije sa sunčanom čapljom i kaguom iz reda Eurypygiformes, pri čemu ove dve klade formiraju sestrinsku grupu „jezgra bodenih ptica”, Aequornithes, i Metavesova hipoteza je napuštena.
Red Phaethontiformes
- Familija †
  - Rod †

  - Rod †
- Familija 
  - Rod †

  - Rod †

  - Rod †

  - Rod 
    - crvenokljuna tropska ptica (P. aethereus) - tropski Atlanski, istočni Tihi, i Indijski okean
    - crvenorepa tropska ptica (P. rubricauda) - Indijski okean i zapadni i centralni tropski Pacifik
    - belorepa tropska ptica (P. lepturus) - široko raširena u tropskim vodama, izuzev istočnog Pacifika

Crvenokljuna tropska ptica je bazalna u ovom rodu. Pretpostavlja se da je do razdvajanja crvenokljune tropske ptice i druge dve vrste pre oko šest miliona godina, dok se razdvajanje crvenorepe i belorepe tropske ptice dogodilo šre oko četiri miliona godina.
Phaethusavis i Heliadornis su praistorijski rodovi tropske ptice koji su opisani na bazi fosila.

### Postojeće vrste
| Slika | Naučno ime | ustaljeno ime              | Rasprostranjenost |
| ----- | ---------- | -------------------------- | --- |
|       |            | crvenokljuna tropska ptica | Centralni Atlantik, istočno Pacifik, Karibi, i istočni Atlantik, Persijski zaliv, Adenski zaliv, Crveno more              |
|       |            | crvenorepa tropska ptica   | južni Indijski, i zapadni i centralni Tihi okean, od afričke obale do Indonezije, vode oko južnih delova Japana, do Čilea |
|       |            | belorepa tropska ptica     | tropski Atlantik, zapadni Pacifik i Indijski okean                                                                        |

## Opis
su srednje veličine, 80-110 cm duge, sa rasponom krila od 90-110 cm. Robusne su, ali aerodinamičnog oblika. Imaju dva duga centralna repna pera koja su fleksibilna. Rep je klinastog oblika. Imaju male noge, karlicu i stopala, i veoma loše hodaju po zemlji. Za razliku od toga, grudni pojas je snažan, a mišići za letenje su krupni i grudna kost je duboko postavljena. Kljun je crvene ili žute boje, ravan, zašiljen, nazubljen i sa nosnicama nalik na proreze. Imaju krupne i tamne oči. Perje je srebrnobelo, sa tragovima crne boje na leđima i krilima, a neke ptice imaju primese ružičaste ili zlatne boje. Perje je vodonepropusno. Ne postoji razlika između mužjaka i ženki, osim što je kod mužjaka unutrašnje repno perje duže.
Ove ptice se hrane ribama i lignjama same ili u malim jatima, nikada u velikim jatima kao galebovi. Oglašavaju se piskavim kricima.

## Razmnožavanje
se pare kada napune 2-5 godina, ali uglavnom između treće i četvrte. Izvode kompleksno udvaranje i do 100 metara iznad tla. Ženka snese jedno jaje crvenkastosmeđe boje na golo tlo ili u rupama u liticama i drveću. Jaje inkubiraju oba pola 40-46 dana. Nemaju ogoljeni do kože na trbuhu za ležanje na jajima, pa toplota dolazi do jaja kroz perje na stomaku. Mladnuci su beli sa crnim prugama, bez dugih repnih pera. Kada ptići napuste gnezdo, potpuno su samostalni i roditelji ih više ne hrane.

## Rasprostranjenost
Staništa ovih ptica su okeani, i većinu svog života provode tamo. Na kopno dolaze samo da bi se gnezdile. Nastanjuju sva tri okeana (Atlantski, Indijski i Tihi) i tropska i suptropska područja. Nijedna vrsta nije ugrožena, ali ih na nekim mestima ljudi još uvek love zbog prelepog perja.

## Literatura
- Jobling, James A (2010). The Helm Dictionary of Scientific Bird Names. London: Christopher Helm. стр. 301. ISBN 978-1-4081-2501-4.

- Boland, C. R. J.; Double, M. C.; Baker, G. B. (2004). „Assortative mating by tail streamer length in red-tailed tropicbirds Phaethon rubricauda breeding in the Coral Sea”. Ibis. 146 (4): 687—690. doi:10.1111/j.1474-919x.2004.00310.x. (HTML abstract)
- Oiseaux.net (2006): Red-billed Tropicbird. Приступљено 4-SEP-2006.
- Spear, Larry B.; Ainley, David G. (2005). „At-sea behaviour and habitat use by tropicbirds in the eastern Pacific”. Ibis. 147 (2): 391—407. doi:10.1111/j.1474-919x.2005.00418.x. (HTML abstract)